# 鄉愁 (電影)
《鄉愁》是一部蘇聯、義大利合拍电影，安德烈·塔可夫斯基執導，奥列格·揚諾夫斯基、多米齊亞娜·焦爾達诺和埃蘭·約瑟夫松主演。劇本是塔可夫斯基與托尼諾·圭拉合作編寫的。片中的男主角是一位俄羅斯诗人，來到義大利来寻找一位作曲家的資料。女翻譯對他產生了感情，並介紹他認識了多米尼克，他被當地人視為瘋子。多米尼克後来在長篇的演講後自焚身亡。片中採用了很多長鏡頭，多使用對稱構圖，充滿了悲觀的情調。电影的灵感来自画家 Galia Shabanova 的魔幻现实主义图像。